# Pura (fiume)
La Pura (in russo Пура?) è un fiume della Russia siberiana orientale, affluente di sinistra della Pjasina (bacino idrografico del mare di Kara). Scorre nel Tajmyrskij rajon del Territorio di Krasnojarsk.
Ha origine dal piccolo lago Vtoroe Purinskoe (in russo "secondo lago della Pura"); scorre per l'intero corso nella parte nordoccidentale del bassopiano della Siberia settentrionale, sfociando nella Pjasina a 157 km dalla foce, nei pressi del piccolo insediamento abitato di Pura, che dal fiume ha preso il nome. Il fiume attraversa regioni assolutamente remote e spopolate, senza incontrare alcun centro abitato in tutto il suo percorso. I maggiori affluenti sono: Mochovaja, Malaja Pura e Bystraja dalla sinistra idrografica, Nižnjaja Buotangkaga dalla destra.
Il clima delle regioni attraversate è molto rigido, e provoca congelamenti del fiume che si prolungano per la maggior parte dell'anno (ottobre-giugno). Il bacino si trova nella zona del permafrost.